# شيرالدو بيكر
شيرالدو بيكر (بالهولندية: Sheraldo Becker)‏ (9 فبراير 1995 بأمستردام في هولندا - ) هو لاعب كرة قدم هولندي في مركز مركز الجناح ‏. شارك مع منتخب هولندا تحت 17 سنة لكرة القدم ومنتخب هولندا تحت 18 سنة لكرة القدم ومنتخب هولندا تحت 19 سنة لكرة القدم ومنتخب هولندا تحت 20 سنة لكرة القدم. أما مع النوادي، فقد لعب مع أدو دين هاغ وأياكس أمستردام وبي إي سي زفوله وشباب أياكس.

## وصلات خارجية
- شيرالدو بيكر على موقع الاتحاد الأوربي (الإنجليزية)
- شيرالدو بيكر على موقع إي إس بي إن إف سي (الإنجليزية)
- شيرالدو بيكر على موقع قاعدة بيانات كرة القدم.إي يو (الإنجليزية)
- شيرالدو بيكر على موقع ليكيب (الفرنسية)
- شيرالدو بيكر على موقع ناشيونال فوتبول تيمز (الإنجليزية)
- شيرالدو بيكر على موقع Soccerbase.com (لاعب) (الإنجليزية)
- شيرالدو بيكر على موقع Soccerway.com (الإنجليزية)
- شيرالدو بيكر على موقع عالم كرة القدم.نت (الإنجليزية)